# Scopula kagiata
Scopula kagiata là một loài bướm đêm trong họ Geometridae.

## Hình ảnh

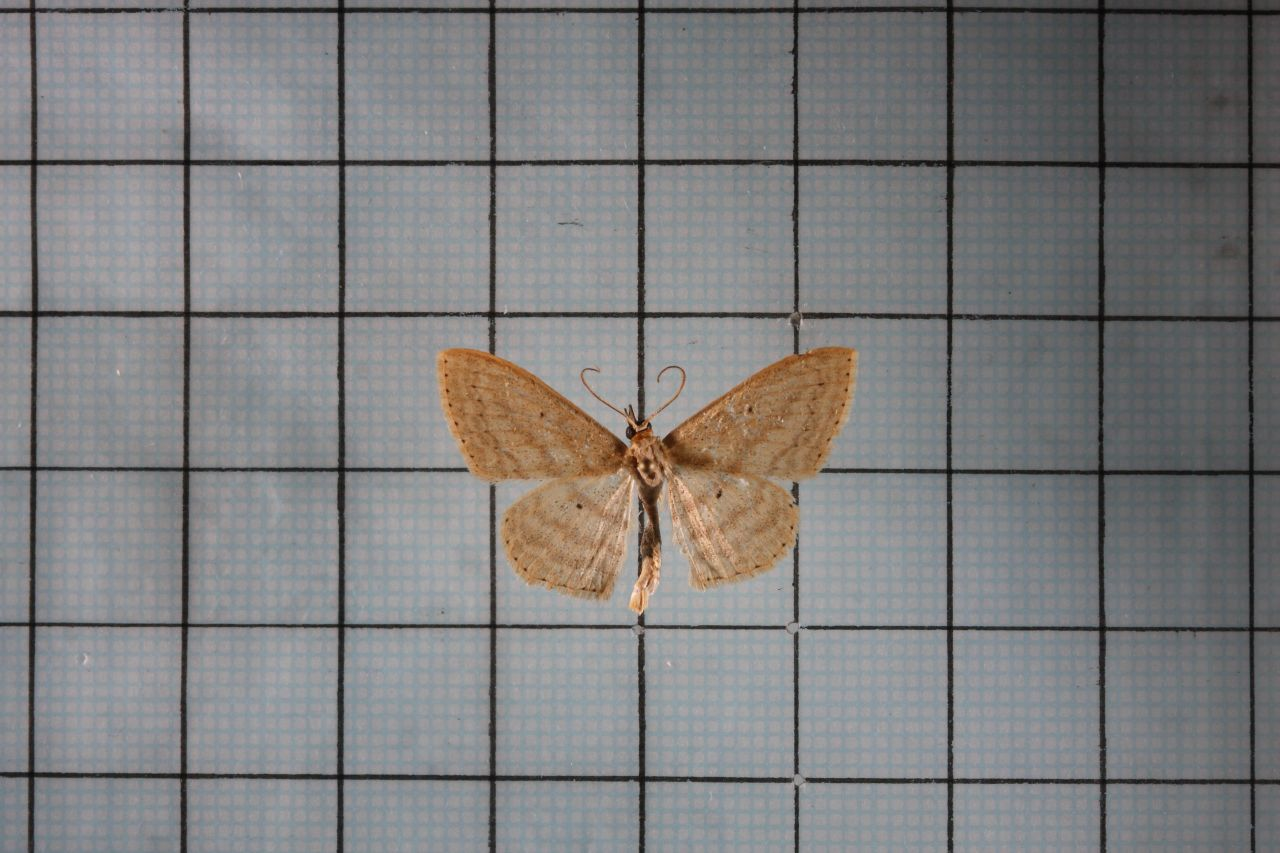
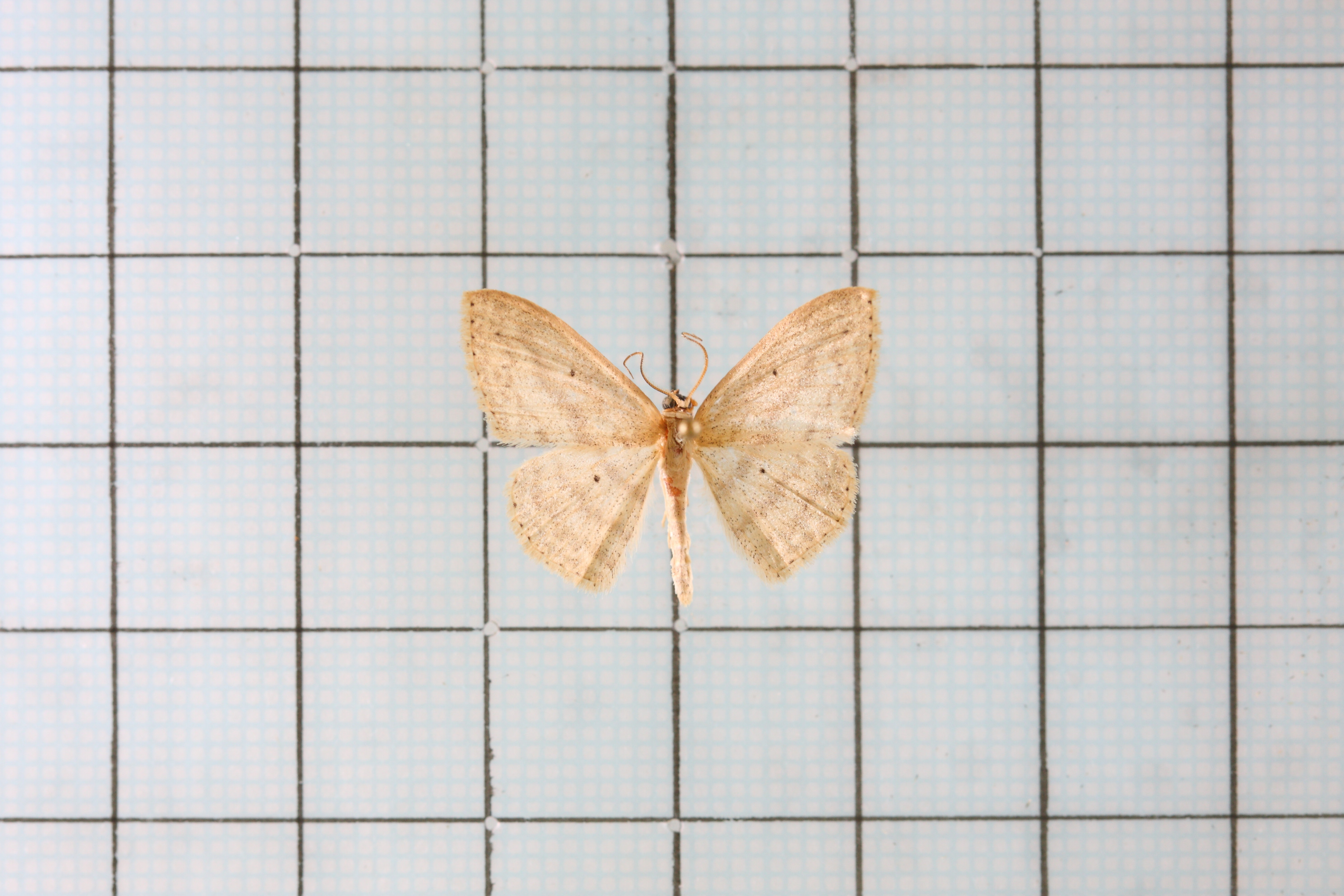